# Atlanto-axiale Subluxation
Als atlanto-axiale Subluxation (AASL) bezeichnet man eine unvollständige Ausrenkung (Subluxation) des Gelenks zwischen erstem und zweitem Halswirbel (zweites Kopfgelenk, Atlantoaxialgelenk). Ursächlich ist eine Lageveränderung (Dislokation) und Instabilität der Gelenkkonstruktion. Die atlanto-axiale Subluxation kann zu einer Schädigung des Rückenmarks führen.

## Ätiologie und Vorkommen
Die Erkrankung kann verschiedene Ursachen haben:
- eine angeborene Fehlbildung, bei der der Dens axis („Zahn“ des zweiten Halswirbels) nicht (Densaplasie) oder nur unvollkommen (Denshypoplasie) ausgebildet ist. Diese Fehlbildung kommt vor allem beim Menschen und bei kleinen Hunderassen vor. Deutlich seltener können auch Fehlbildungen der Haltebänder des Dens axis auslösender Faktor sein.
- eine abnorme Lockerung oder Schlaffheit der Haltebänder, z. B. beim Down-Syndrom, Marfan-Syndrom, Ehlers-Danlos-Syndrom, Larsen-Syndrom, Kniest-Dysplasie.
- traumatisch bedingt durch Fraktur des Dens axis oder knöchernen Bandausriss.
- bei chronischer Polyarthritis sowie bei Juveniler idiopathischer Arthritis besteht ein erhöhtes Risiko einer AASL.

## Klinisches Bild
Die Symptome variieren nach dem Ausmaß der Rückenmarksschädigung. Neben Schmerzen im Halsbereich, vor allem bei der Beugung des Halses, treten Lähmungen der Gliedmaßen (Tetraparese), schwere Gangstörungen (Ataxie, Wobbler-Syndrom) und Störungen der Propriozeption auf.
Bei der angeborenen AASL treten die Symptome zumeist allmählich, innerhalb des ersten Lebensjahres in Erscheinung. Bei der traumatisch bedingten AASL ist dagegen ein plötzliches (perakutes) Auftreten zu beobachten und es kann zu einer vollständigen Lähmung aller Gliedmaßen (Tetraplegie) kommen.
Bei Patienten mit Risiko einer solchen Instabilität muss vor einer Intubationsnarkose das Ausmaß abgeklärt werden, um eventuelle Rückenmarksschäden durch Überstreckung des Kopfes vermeiden zu können.

## Diagnose
Das Ausmaß der knöchernen Fehlstellung, der atlantoaxialen Dislokation, wird anhand einer Röntgenaufnahme bestimmt. Fehlbildungen, Traumafolgen oder rheumatische Veränderungen können gut erfasst werden.
Bei Risikopatienten erlauben Funktionsaufnahmen in (vorsichtiger) Beugung und Streckung, das Ausmaß der Instabilität abzuschätzen.
Eine eventuelle Schädigung des Rückenmarkes sowie deren Ausmaß wird anhand der klinisch-neurologischen Untersuchung festgestellt und kann mittels Magnetresonanztomographie (MRT) bildgebend dargestellt werden.

## Therapie und Prognose
Eine reine Instabilität ohne fixierte Subluxation bedarf in der Regel keiner Behandlung.
Indikation und Erfolg einer Behandlung ist vom Ausmaß der Rückenmarksschädigung abhängig.
Eine Möglichkeit der Therapie ist die chirurgische Stabilisierung des Gelenks durch verschiedene Osteosynthese-Verfahren.
Während bei der angeborenen Form mit noch nicht allzu starken Symptomen die Prognose gut ist, ist sie bei traumatisch bedingten Schädigungen mit Tetraplegie schlecht.
Eine neuere Studie zeigt, dass bei jungen Hunden oft auch eine konservative Therapie mit einer Halsschiene ausreichend ist.